# مورین اندرمن
مورین اندرمن (انگلیسی: Maureen Anderman؛ زادهٔ ۲۶ اکتبر ۱۹۴۶) بازیگر اهل ایالات متحده آمریکا است.
از فیلم‌ها یا برنامه‌های تلویزیونی که وی در آن نقش داشته‌است می‌توان به قانون و نظم، کوجک، ایکوالایزر، و فتنهگری جو تاینان اشاره کرد.